# Новик, Моррис
Моррис Новик (англ. Morris S. Novik; 15 ноября 1903, Невель, Витебская губерния — 10 ноября 1996, Нью-Йорк, Нью-Йорк) — американский общественный деятель, американский бизнесмен в области радиовещания еврейского происхождения. Директор муниципальной радиостанции WNYC в Нью-Йорке в 1938—1945 годах Новик считается одним из родоначальников некоммерческого радиовещания, нацеленного на широкое просвещение населения.

## Биография

### Ранние годы
Моррис Новик родился в городе Невель Витебской губернии 15 ноября 1903 года. Его отец был мобилизован в армию для участия в русско-японской войне, но сумел дезертировать, уехав в США. Только в 1913 году семья Новиков полностью воссоединилась в США. С юности Моррис Новик интересовался местной политикой, став участником умеренного социалистического движения. В 1918 году он участвовал в общественной кампании антивоенного активиста Скотта Ниринга, который выступал против республиканца Фьорелло Ла Гуардии в Конгрессе.

### Деятельность в профсоюзе
В 1920-х годах Новик возглавлял нью-йоркское отделение Молодежной социалистической лиги (YPSL) при Социалистическая партия Америки. Он также работал в газете «The Daily Record», печатном органе, поддерживавшим профсоюзы и, в особенности, права рабочих лёгкой промышленности. Дальнейшая карьера по профсоюзной линии привела его в Международный женский профсоюз работниц швейной промышленности, в котором он занимал должность руководителя курортного дома «Юнити-хауз». В стенах Юнити-хауз Новик организовал дискуссионный клуб, сфокусировавшись на лекциях и дебатах среди известных американских публичных интеллектуалов того времени, включая Кларенса Дарроу, Бертрана Рассела, Уилла Дюранта, Джона Дьюи и многих других. Новик осознавал ограниченность подобного формата с точки зрения количественного охвата слушателей. Поэтому в конце 1920-х гг. он заинтересовался возможностями радиовещания, рассчитывая выйти на более широкую аудиторию.

### Радиодеятельность
В 1932 году Новик вошел в штат относительно новой радиостанции WEVD, названной в честь самого известного социалиста США Юджина Дебса. В качестве директора радиовещания WEVD Новик основал радиоуниверситет. Это позволило транслировать в эфире лекции, дискуссии и дебаты, в первую очередь посвященные проблемам рабочего движения и деятельности профсоюзов. В 1938 году мэр Нью-Йорка, сторонник Нового курса Франклина Рузвельта Фьорелло Ла Гуардия предложил Новику возглавить WNYC, муниципальную радиостанцию в Нью-Йорке. За восемь лет руководства радиостанцией Новик превратил WNYC в одно из популярнейших СМИ Нью-Йорка. Помимо образовательных передач Новик успешно популяризировал трансляции классической музыки.
Во время Второй мировой войны Новик также помогал Ла Гуардиа в создании еженедельных подпольных антифашистских передач для населения в Италии. В 1945 году по инициативе президента Гарри Трумэна Новик в составе делегации отправился в Европу, чтобы изучить европейскую инфраструктуру радиосвязи и преобразовать радиовещание после освобождения европейских стран от власти нацистов. О своих впечатлениях Новик написал статью, в которой раскритиковал довоенное европейское радиовещание, назвав его чисто коммерческим. Новик предлагал создать новый формат радиовещания с акцентом на просвещение и культуру.
Новик занимал пост директора WNYC до конца последнего срока Ла Гуардиа, сложив полномочия 31 декабря 1945 года. В 1949 году Новик купил радиостанцию WLIB у владелицы газеты «New York Post» Дороти Шифф за 150 тыс. долларов, расположенную в Гарлеме. При Новике «WLIB» стало ориентироваться на черное население района. Владельцем радиостанции в 1955 году стал родной брат Мориса, Гарри Новик, который в начале 1970-х гг. продал ее афроамериканскому менеджменту.
После Второй мировой войны президент Гарри Трумэн назначил Новика в консультативную комиссию, помогавшую европейским странам в организации радиовещания. В 1962 году он был назначен президентом США Джоном Кеннеди в Консультативный комитет США по информации, а позже был повторно переназначен на этот пост президентом США Линдоном Джонсоном. Новик также поддерживал тесные связи с профсоюзным движением, работая консультантом по коммуникациям в Американской федерации труда, а затем в АФТ-КПП.
Новик выступал за расширение некоммерческого радиовещания, указывал на необходимость увеличивать эфирное время образовательных передач в вещательной сетке радиостанций и телеканалов.

### Смерть
Моррис Новик умер в Нью-Йорке 10 ноября 1996 года, не дожив 6 дней до своего 93-летия.